# Adis Jahović
Adis Jahović (Macedonia del Norte, 18 de marzo de 1987) es un futbolista macedonio. Su posición es la de delantero y juega en el Narlıdere Belediyespor.

## Carrera

### FK Sarajevo
Jahović debutó como profesional el 15 de agosto de 2009 en un partido de la Liga Premier de Bosnia y Herzegovina, entrando de cambio al minuto 53' por Đenaldin Hamzagić.
Su primer gol con el equipo y como profesional lo anotó el 12 de septiembre de 2009 en un partido de liga ante el FK Laktaši, partido que terminó ganando su equipo por marcador de 3-1. En su primera temporada con el club también tuvo la oportunidad de disputar encuentros de la Liga Europa de la UEFA. En total disputó veintinueve partidos y anotó seis goles. Ayudó a que su equipo terminará quinto en la clasificación de liga quedándose muy cerca de clasificar a torneos internacionales en la siguiente temporada.
En se segunda temporada con el equipo jugó menos partidos, ya que acumuló un total de diecisiete partidos jugados anotando de nueva cuenta cinco goles. El equipo terminó en la segunda posición de la liga y con eso clasificó a la Liga Europa de la UEFA.

### FC Wil
Para la temporada 2011-12 se hizo oficial su llegada al FC Wil. Su primer partido con el club suizo fue el 23 de julio de 2011 en un encuentro de la Challenge League ante el FC Chiasso en donde arrancó como titular y marcó gol al minuto 74'. Terminó la temporada con veintinueve partidos en donde logró marcar dieciséis goles, ayudando con esto a que su equipo lograra quedar en la sexta posición en la liga.
En el inicio de se segunda temporada con el equipo terminó anotando siete goles en seis partidos de liga, antes de irse a préstamo al FC Zürich

### FC Zürich
Llegó al club en el mercado de invierno de la temporada 2012-13. Logró sumar quince partidos en la Superliga de Suiza y anotar cuatro goles en dicha competición, mientras que en copa logró jugar tres partidos y anotar un gol.

### Antalyaspor
El 24 de enero de 2020 se hace oficial su llegada al Antalyaspor firmando un contrato por los siguientes 18 meses y con opción a ampliarlo un año más.

### Retorno al Göztepe SK
El 1 de febrero de 2021 se da a conocer su retorno al Göztepe SK firmando un contrato por 18 meses.

### Bodrumspor
Para la temporada 2022-23 se convierte en nuevo jugador del Bodrumspor, firmando un contrato por dos años.

## Selección nacional

### Absoluta
El 25 de agosto de 2021 es incluido en la lista de jugadores para participarían en los primeros partidos para la Clasificación UEFA para el Mundial 2022 en donde su selección se enfrentaría a Armenia, Islandia y Rumanía.

## Estadísticas

### Clubes
Actualizado al último partido jugado el 20 de noviembre de 2022.
| F. K. Sarajevo Bosnia y Herzegovina                                                                                                 | 1.ª              | 2009-10          | 23  | 5   | -  | - | 6  | 1 | 29  | 6   |
| F. K. Sarajevo Bosnia y Herzegovina                                                                                                 | 1.ª              | 2010-11          | 17  | 5   | -  | - | -  | - | 17  | 5   |
| F. K. Sarajevo Bosnia y Herzegovina                                                                                                 | Total club       | Total club       | 40  | 10  | 0  | 0 | 6  | 1 | 46  | 11  |
| F. C. Wil · Suiza | 2.ª              | 2011-12          | 29  | 16  | -  | - | -  | - | 29  | 16  |
| F. C. Wil · Suiza | 2.ª              | 2012-13          | 6   | 7   | -  | - | -  | - | 6   | 7   |
| F. C. Wil · Suiza | 2.ª              | 2013-14          | 5   | 5   | -  | - | -  | - | 5   | 5   |
| F. C. Wil · Suiza | Total club       | Total club       | 40  | 28  | 0  | 0 | 0  | 0 | 40  | 28  |
| F. C. Zürich · Suiza | 1.ª              | 2012-13          | 15  | 4   | 3  | 1 | -  | - | 18  | 5   |
| F. C. Zürich · Suiza | Total club       | Total club       | 15  | 4   | 3  | 1 | 0  | 0 | 18  | 5   |
| F. C. Vorskla Poltava · Ucrania | 1.ª              | 2013-14          | 18  | 6   | 2  | 1 | -  | - | 20  | 7   |
| F. C. Vorskla Poltava · Ucrania | Total club       | Total club       | 18  | 6   | 2  | 1 | 0  | 0 | 20  | 7   |
| H. N. K. Rijeka · Croacia | 1.ª              | 2014-15          | 4   | 1   | -  | - | 4  | 4 | 8   | 5   |
| H. N. K. Rijeka · Croacia | Total club       | Total club       | 4   | 1   | 0  | 0 | 4  | 4 | 8   | 5   |
| Krylia Sovetov · Rusia | 2.ª              | 2014-15          | 20  | 12  | 3  | 1 | -  | - | 23  | 13  |
| Krylia Sovetov · Rusia | 1.ª              | 2015-16          | 16  | 3   | 1  | 0 | -  | - | 17  | 3   |
| Krylia Sovetov · Rusia | 1.ª              | 2016-17          | 5   | 0   | -  | - | -  | - | 5   | 0   |
| Krylia Sovetov · Rusia | Total club       | Total club       | 41  | 15  | 4  | 1 | 0  | 0 | 45  | 16  |
| Göztepe S. K. Turquía | 2.ª              | 2016-17          | 33  | 21  | 2  | 0 | -  | - | 35  | 21  |
| Göztepe S. K. Turquía | 1.ª              | 2017-18          | 18  | 14  | 0  | 0 | -  | - | 18  | 14  |
| Göztepe S. K. Turquía | 1.ª              | 2020-21          | 19  | 6   | 0  | 0 | -  | - | 19  | 6   |
| Göztepe S. K. Turquía | 1.ª              | 2021-22          | 32  | 5   | 0  | 0 | -  | - | 32  | 5   |
| Göztepe S. K. Turquía | Total club       | Total club       | 102 | 46  | 2  | 0 | 0  | 0 | 104 | 46  |
| Konyaspor Turquía | 1.ª              | 2017-18          | 15  | 5   | 2  | 1 | -  | - | 17  | 6   |
| Konyaspor Turquía | 1.ª              | 2018-19          | 28  | 6   | 2  | 1 | -  | - | 30  | 7   |
| Konyaspor Turquía | Total club       | Total club       | 43  | 11  | 4  | 2 | 0  | 0 | 47  | 13  |
| Yeni Malatyaspor Turquía | 1.ª              | 2019-20          | 18  | 11  | 1  | 0 | 4  | 3 | 23  | 14  |
| Yeni Malatyaspor Turquía | Total club       | Total club       | 18  | 11  | 1  | 0 | 4  | 3 | 23  | 14  |
| Antalyaspor Turquía | 1.ª              | 2019-20          | 13  | 6   | 1  | 0 | -  | - | 14  | 6   |
| Antalyaspor Turquía | 1.ª              | 2020-21          | 15  | 1   | 2  | 2 | -  | - | 17  | 3   |
| Antalyaspor Turquía | Total club       | Total club       | 28  | 7   | 3  | 2 | -  | - | 31  | 9   |
| Bodrumspor Turquía | 2.ª              | 2022-23          | 13  | 2   | -  | - | -  | - | 13  | 2   |
| Bodrumspor Turquía | Total club       | Total club       | 13  | 2   | 0  | 0 | 0  | 0 | 13  | 2   |
| Total en carrera | Total en carrera | Total en carrera | 362 | 141 | 19 | 7 | 14 | 8 | 395 | 156 |
| (1)Incluye datos de la Copa Suiza, Copa de Ucrania, Copa de Rusia y Copa de Turquía. (2)Incluye datos de la Liga Europa de la UEFA- |                  |                  |     |     |    |   |    |   |     |     |

### Selección nacional
Actualizado al último partido jugado el 11 de octubre de 2021.
| Selección                    | Año   | Eliminatorias | Eliminatorias | Eliminatorias | Continental | Continental | Continental | Mundial | Mundial | Mundial | Amistosos | Amistosos | Amistosos | Total | Total | Total  | Media goleadora |
| Selección                    | Año   | Part.         | Goles         | Asist.        | Part.       | Goles       | Asist.      | Part.   | Goles   | Asist.  | Part.     | Goles     | Asist.    | Part. | Goles | Asist. | Media goleadora |
| ---------------------------- | ----- | ------------- | ------------- | ------------- | ----------- | ----------- | ----------- | ------- | ------- | ------- | --------- | --------- | --------- | ----- | ----- | ------ | --------------- |
| Absoluta Macedonia del Norte | 2012  | —             | —             | —             | —           | —           | —           | —       | —       | —       | 1         | 1         | 0         | 1     | 1     | 0      | 1.00            |
| Absoluta Macedonia del Norte | 2013  | 3             | 1             | 0             | —           | —           | —           | —       | —       | —       | 3         | 0         | 0         | 6     | 1     | 0      | 0.17            |
| Absoluta Macedonia del Norte | 2014  | —             | —             | —             | 3           | 1           | 0           | —       | —       | —       | 2         | 0         | 0         | 5     | 1     | 0      | 0.20            |
| Absoluta Macedonia del Norte | 2016  | 1             | 0             | 0             | —           | —           | —           | —       | —       | —       | 2         | 0         | 0         | 3     | 0     | 0      | 0.00            |
| Absoluta Macedonia del Norte | 2021  | 4             | 0             | 0             | —           | —           | —           | —       | —       | —       | —         | —         | —         | 4     | 0     | 0      | 0.00            |
| Absoluta Macedonia del Norte | Total | 8             | 1             | 0             | 3           | 1           | 0           | 0       | 0       | 0       | 8         | 1         | 0         | 19    | 3     | 0      | 0.16            |
| Total                        | Total | 8             | 1             | 0             | 3           | 1           | 0           | 0       | 0       | 0       | 8         | 1         | 0         | 19    | 3     | 0      | 0.16            |
| 1. 2.                        |       |               |               |               |             |             |             |         |         |         |           |           |           |       |       |        |                 |

#### Partidos internacionales
| Detalle de partidos internacionales | Detalle de partidos internacionales | Detalle de partidos internacionales             | Detalle de partidos internacionales | Detalle de partidos internacionales | Detalle de partidos internacionales | Detalle de partidos internacionales | Detalle de partidos internacionales |
| N°                                  | Fecha                               | Estadio                                         | Rival                               | Resultado                           | Goles                               | Asist.                              | Competición                         |
| Selección absoluta                  | Selección absoluta                  | Selección absoluta                              | Selección absoluta                  | Selección absoluta                  | Selección absoluta                  | Selección absoluta                  | Selección absoluta                  |
| ----------------------------------- | ----------------------------------- | ----------------------------------------------- | ----------------------------------- | ----------------------------------- | ----------------------------------- | ----------------------------------- | ----------------------------------- |
| 1.                                  | 14 de noviembre de 2012             | Toše Proeski Arena, Skopie, Macedonia del Norte | Eslovenia                           | 3:2                                 | 41'                                 | 26'                                 | Amistoso                            |
| 2.                                  | 6 de febrero de 2013                | Toše Proeski Arena, Skopie, Macedonia del Norte | Dinamarca                           | 3:0                                 |                                     |                                     | Amistoso                            |
| 3.                                  | 22 de marzo de 2013                 | Toše Proeski Arena, Skopie, Macedonia del Norte | Bélgica                             | 0:2                                 |                                     |                                     | Clasificación UEFA Mundial 2014     |
| 4.                                  | 11 de junio de 2013                 | Ullevaal Stadion, Oslo, Noruega                 | Noruega                             | 2:0                                 |                                     |                                     | Amistoso                            |
| 5.                                  | 14 de agosto de 2013                | Toše Proeski Arena, Skopie, Macedonia del Norte | Bulgaria                            | 2:0                                 |                                     |                                     | Amistoso                            |
| 6.                                  | 10 de septiembre de 2013            | Toše Proeski Arena, Skopie, Macedonia del Norte | Escocia                             | 1:2                                 |                                     |                                     | Clasificación UEFA Mundial 2014     |
| 7.                                  | 15 de octubre de 2013               | Gradski Stadion, Berane, Montenegro             | Serbia                              | 5:1                                 | 83'                                 |                                     | Clasificación UEFA Mundial 2014     |
| 8.                                  | 25 de mayo de 2014                  | Kufstein Arena, Kufstein, Austria               | Camerún                             | 0:2                                 |                                     |                                     | Amistoso                            |
| 9.                                  | 30 de mayo de 2014                  | Stadio Centro d'Italia, Rieti, Italia           | Catar                               | 0:0                                 |                                     |                                     | Amistoso                            |
| 10.                                 | 8 de septiembre de 2014             | Estadio Ciudad de Valencia, Valencia, España    | España                              | 5:1                                 |                                     |                                     | Clasificación Eurocopa 2016         |
| 11.                                 | 9 de octubre de 2014                | Toše Proeski Arena, Skopie, Macedonia del Norte | Luxemburgo                          | 3:2                                 | 66'                                 | 90+2'                               | Clasificación Eurocopa 2016         |
| 12.                                 | 12 de octubre de 2014               | Arena Lviv, Leópolis, Ucrania                   | Ucrania                             | 1:0                                 |                                     |                                     | Clasificación Eurocopa 2016         |
| 13.                                 | 23 de marzo de 2016                 | Estadio SRC Bonifika, Koper, Eslovenia          | Eslovenia                           | 1:0                                 |                                     |                                     | Amistoso                            |
| 14.                                 | 29 de marzo de 2016                 | Toše Proeski Arena, Skopie, Macedonia del Norte | Bulgaria                            | 0:2                                 |                                     |                                     | Amistoso                            |
| 15.                                 | 6 de octubre de 2016                | Toše Proeski Arena, Skopie, Macedonia del Norte | Israel                              | 1:2                                 |                                     |                                     | Clasificación UEFA Mundial 2018     |
| 16.                                 | 2 de septiembre de 2021             | Toše Proeski Arena, Skopie, Macedonia del Norte | Armenia                             | 0:0                                 |                                     |                                     | Clasificación UEFA Mundial 2022     |
| 17.                                 | 5 de septiembre de 2021             | Laugardalsvöllur, Reikiavik, Islandia           | Islandia                            | 2:2                                 |                                     |                                     | Clasificación UEFA Mundial 2022     |
| 18.                                 | 8 de septiembre de 2021             | Toše Proeski Arena, Skopie, Macedonia del Norte | Rumania                             | 0:0                                 |                                     |                                     | Clasificación UEFA Mundial 2022     |
| 19.                                 | 11 de octubre de 2021               | Toše Proeski Arena, Skopie, Macedonia del Norte | Alemania                            | 0:4                                 |                                     |                                     | Clasificación UEFA Mundial 2022     |

### Hat-tricks
| 1 | 26 de febrero de 2012    | Kleinfeld Stadium, Kriens         | SC Kriens - FC Wil          | Gol · Gol · Gol       | 1-4 | Challenge League       |
| 2 | 19 de agosto de 2012     | Kybunpark, San Galo               | FC Wil - FC Chiasso         | Gol · Gol · Gol       | 4-1 | Challenge League       |
| 3 | 10 de agosto de 2013     | Estadio del Lido, Locarno         | FC Locarno - FC Wil         | Gol · Gol · Gol       | 0-3 | Challenge League       |
| 4 | 7 de agosto de 2014      | Stadion Kantrida, Rijeka          | HNK Rijeka - Víkingur       | Gol · Gol · Gol       | 4-0 | UEFA Europa League     |
| 5 | 19 de octubre de 2014    | Estadio Metallurg, Samara         | Krylia Sovetov - FC Sajalin | Gol · Gol · Gol       | 5-3 | Liga Nacional de Rusia |
| 6 | 16 de mayo de 2015       | Estadio Dinamo, Vladivostok       | FC Luch - Krylia Sovetov    | Gol · Gol · Gol       | 0-5 | Liga Nacional de Rusia |
| 7 | 24 de septiembre de 2017 | Sivas Arena, Sivas                | Sivasspor - Göztepe SK      | Gol · Gol · Gol       | 2-3 | Superliga de Turquía   |
| 8 | 4 de octubre de 2019     | Malatya Arena, Malatya            | Yeni - Denizlispor          | Gol · Gol · Gol · Gol | 5-1 | Superliga de Turquía   |
| 9 | 10 de abril de 2021      | Nuevo Estadio de Hatay, Antioquía | Hatayspor - Göztepe SK      | Gol · Gol · Gol       | 2-3 | Superliga de Turquía   |

## Palmarés

### Títulos nacionales
| Título                 | Club            | País    | Año     |
| ---------------------- | --------------- | ------- | ------- |
| Supercopa de Croacia   | H. N. K. Rijeka | Croacia | 2014    |
| Liga Nacional de Rusia | Krylia Sovetov  | Rusia   | 2014-15 |